# Landkreis Weißenburg-Gunzenhausen
Landkreis Weißenburg-Gunzenhausen is een Landkreis in de Duitse deelstaat Beieren. De Landkreis telt 95.117 inwoners (31 december 2020) op een oppervlakte van 970,83 km². Kreisstadt is de stad Weißenburg in Bayern.

## Indeling

Weißenburg-Gunzenhausen is verdeeld in 27 gemeenten. Vijf gemeenten hebben de status van stad, terwijl zes gemeenten zich Markt mogen noemen.
Steden
1. Ellingen
2. Gunzenhausen
3. Pappenheim
4. Treuchtlingen
5. Weißenburg in Bayern

Märkte
1. Absberg
2. Gnotzheim
3. Heidenheim
4. Markt Berolzheim
5. Nennslingen
6. Pleinfeld

Overige gemeenten
1. Alesheim
2. Bergen
3. Burgsalach
4. Dittenheim
5. Ettenstatt
6. Haundorf
7. Höttingen
8. Langenaltheim
9. Meinheim
10. Muhr am See
11. Pfofeld
12. Polsingen
13. Raitenbuch
14. Solnhofen
15. Theilenhofen
16. Westheim

Aichach-Friedberg · Altötting · Amberg · Amberg-Sulzbach · Ansbach (stad) · Landkreis Ansbach · Aschaffenburg (stad) · Landkreis Aschaffenburg · Augsburg (stad) · Landkreis Augsburg · Bad Kissingen · Bad Tölz-Wolfratshausen · Bamberg (stad) · Landkreis Bamberg · Bayreuth (stad) · Landkreis Bayreuth · Berchtesgadener Land · Cham · Coburg (stad) · Landkreis Coburg · Dachau · Deggendorf · Dillingen an der Donau · Dingolfing Landau · Donau-Ries · Ebersberg · Eichstätt · Erding · Erlangen · Erlangen-Höchstadt · Forchheim · Freising · Feyung-Grafenau · Fürstenfeldbruck · Fürth (stad) · Landkreis Fürth · Garmisch-Partenkirchen · Günzburg · Haßberge · Hof (stad) · Landkreis Hof · Ingolstadt · Kaufbeuren · Kelheim · Kempten im Allgäu · Kitzingen · Kronach · Kulmbach · Landsberg am Lech · Landshut (stad) · Landkreis Landshut · Lichtenfels · Lindau · Main-Spessart · Memmingen · Miesbach · Miltenberg · Mühldorf am Inn · München · Landkreis München · Neuburg-Schrobenhausen · Neumarkt in der Oberpfalz · Neurenberg · Neustadt an der Aisch-Bad Windsheim · Neustadt an der Waldnaab · Neu-Ulm · Nürnberger Land · Oberallgäu · Ostallgäu · Passau (stad) · Landkreis Passau · Pfaffenhofen an der Ilm · Regen · Regensburg (stad) · Landkreis Regensburg · Rhön-Grabfeld · Rosenheim (stad) · Landkreis Rosenheim · Roth · Rottal-Inn · Schwabach · Schwandorf · Schweinfurt (stad) · Landkreis Schweinfurt · Starnberg · Straubing · Straubing-Bogen · Tirschenreuth · Traunstein · Unterallgäu · Weiden in der Oberpfalz · Weilheim-Schongau · Weißenburg-Gunzenhausen · Wunsiedel im Fichtelgebirge · Würzburg (stad) · Landkreis Würzburg
Absberg ·
Alesheim ·
Bergen ·
Burgsalach ·
Dittenheim ·
Ellingen ·
Ettenstatt ·
Gnotzheim ·
Gunzenhausen ·
Haundorf ·
Heidenheim ·
Höttingen ·
Langenaltheim ·
Markt Berolzheim ·
Meinheim ·
Muhr am See ·
Nennslingen ·
Pappenheim ·
Pfofeld ·
Pleinfeld ·
Polsingen ·
Raitenbuch ·
Solnhofen ·
Theilenhofen ·
Treuchtlingen ·
Weißenburg in Bayern ·
Westheim